# Entodon taiwanensis
Entodon taiwanensis är en bladmossart som beskrevs av Wang Chung K'uei och Lin Shan-hsiung 1975. Entodon taiwanensis ingår i släktet Entodon och familjen Entodontaceae. Inga underarter finns listade i Catalogue of Life.